# كيو سكونغون
كيو سكونغون (30 أبريل 1992 ببنوم بنه في كمبوديا - ) هو لاعب كرة قدم كمبودي في مركز الهجوم. شارك مع منتخب كمبوديا تحت 23 سنة لكرة القدم ومنتخب كمبوديا لكرة القدم. أما مع النوادي، فقد لعب مع بنوم بنه كراون ونادي بويونغ كيت أنغكور وSamut Sakhon F.C. ‏.

## وصلات خارجية
- كيو سكونغون على موقع قاعدة بيانات كرة القدم.إي يو (الإنجليزية)
- كيو سكونغون على موقع ناشيونال فوتبول تيمز (الإنجليزية)